# Exocet

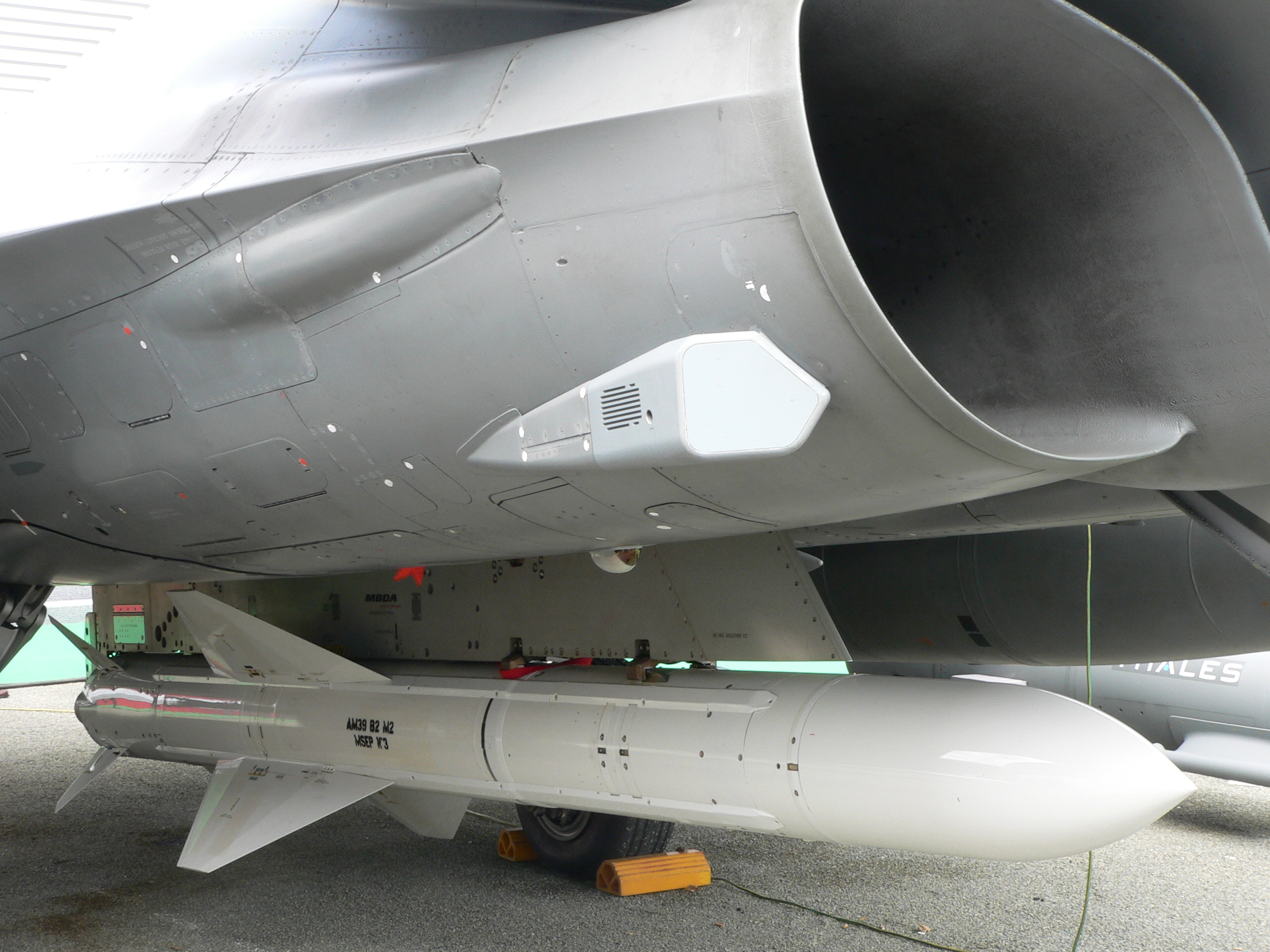
«Экзосет» AM39 под фюзеляжем самолёта Дассо «Рафаль»

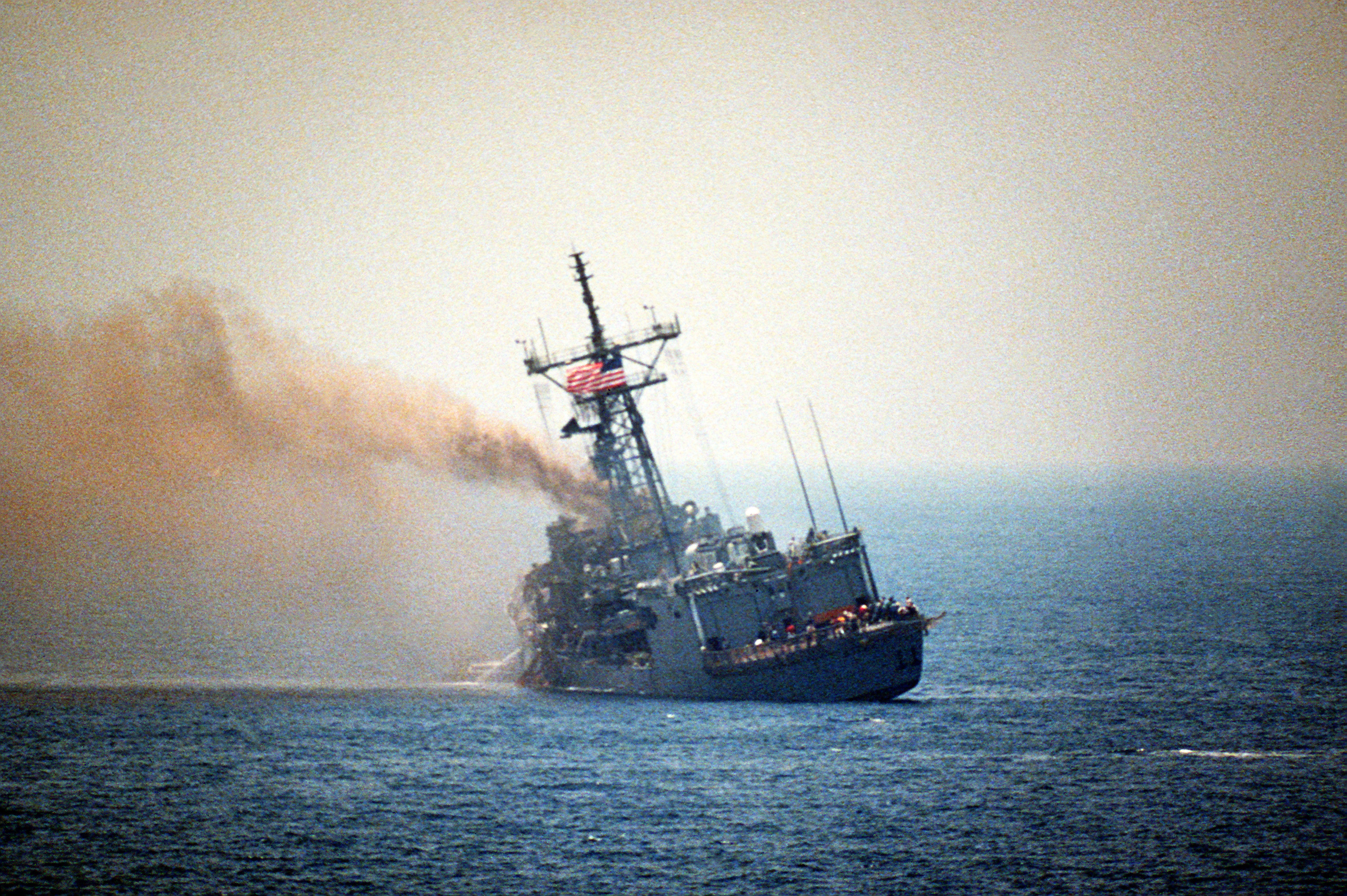
Корабль ВМС США «Старк», после поражения двумя иракскими ракетами «Экзосет» (пуск с носителя Mirage F1 EQ) 17 мая 1987 года.

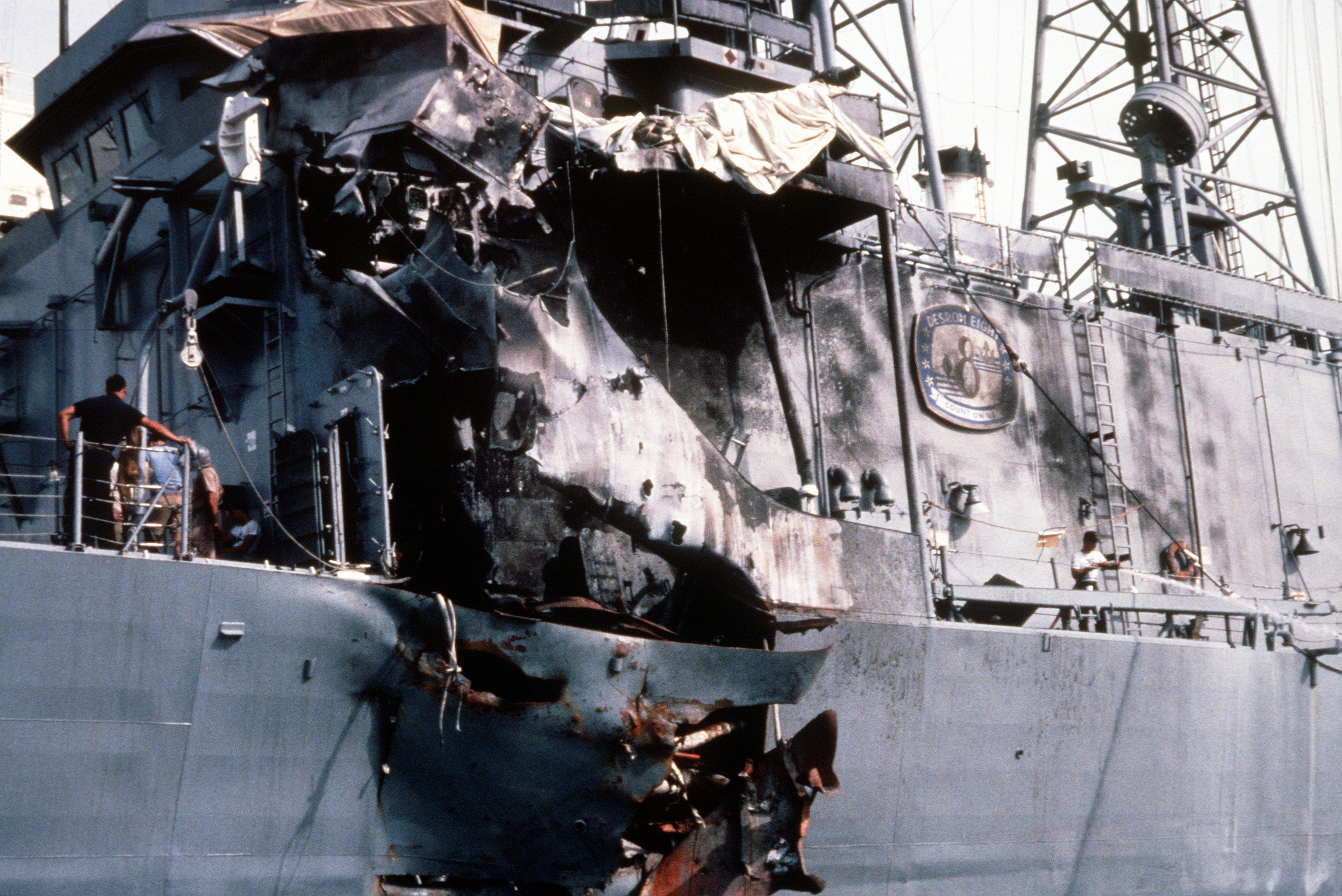
Характер поражения фрегата «Старк» (FFG-31) в результате двух попаданий ракет Exocet. Оба поражения в левый борт корабля с интервалом в 30 с. Погибли 37 членов экипажа.

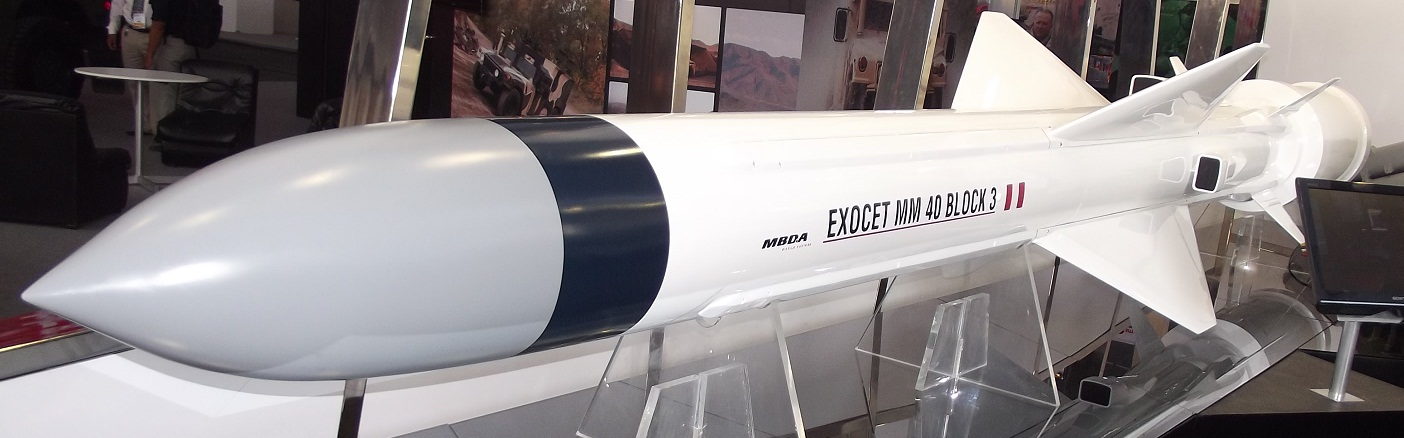
Ракета Exocet MM 40 block 3.

«Экзосет» (фр. Exocet «летучая рыба») — французская противокорабельная ракета. Разработана французской фирмой «Аэроспасьяль» в 1974 году.
Она состоит на вооружении ВМС и ВВС более чем 25 стран мира. Именно этими ракетами во время Фолклендской войны были потоплены британские эсминец УРО «Шеффилд», контейнеровоз «Атлантик конвейер» и серьёзно повреждён эсминец «Гламорган» (по иронии судьбы именно британские ВМС стали первым обладателем ракет «Экзосет», закупив 300 ракет в начале 1970-х годов).

## История
Разработка французской противокорабельной ракеты среднего радиуса действия была начата в 1967 году фирмой «Nord Aviation». Непосредственным поводом стала успешная демонстрация возможностей противокорабельного оружия — потопление египтянами израильского эсминца «Эйлат» советскими ракетами П-15 «Термит», убедившая адмиралов в необходимости создания специализированных противокорабельных ракет. Изначально предполагалось принять на вооружение французского флота два вида ракет — полностью французскую среднего радиуса действия и франко-итальянскую большой дальности (позднее ставшую «Отомат»), но после первых успешных испытаний французской ракеты в 1973 году, Франция приняла решение выйти из совместного проекта. Было решено, что французские корабли будут вооружаться только французским оружием.
Лётные испытания ракеты начались в 1971 году, чему немало способствовал значительный опыт фирмы «Nord» в разработке управляемых ракет. В 1973 году «Экзосет» была принята на вооружение. Было решено разработать модификации ракеты для запуска с надводных кораблей, самолётов и подводных лодок.

## Конструкция
Ракета имеет нормальную аэродинамическую схему с крестообразным крылом в средней части цилиндрического корпуса и такими же рулями управления на поверхности хвостового отсека. В основном конструкция ракета была подобна конструкции более ранней ракеты фирмы «Nord» — AS.30 класса «воздух-земля».
Пуск ракеты производится из герметичного контейнера. При пуске указывается дальность и пеленг цели. В отличие от большинства современных противокорабельных ракет, основные модификации «Exocet» используют твердотопливный ракетный двигатель в качестве маршевого двигателя. Это существенно сокращает радиус действия ракеты по сравнению с ракетами, оснащёнными турбореактивными двигателями (для сравнения, сопоставимый по размерам американский «Гарпун» даже в первых модификациях имел радиус действия более 90 км), но даёт ракете одно дополнительное преимущество: «Экзосет» может лететь очень низко над водой, не опасаясь, что волны захлестнут воздухозаборник. Маршевая высота полёта «Экзосет» может достигать 1-2 метра над гребнями волн, что меньше, чем у любой другой сопоставимой ракеты. Столь малая высота полёта сильно затрудняет своевременное обнаружение ракеты радарами корабля противника.
На маршевом участке полёта ракета управляется при помощи инерциальной системы наведения. При приближении к цели на расстояние 5-6 км (до 10 км), ракета активирует активную радиолокационную головку самонаведения и снижается на малую высоту, после чего атакует противника. Боевая часть ракеты имеет контактный и неконтактный взрыватели. Дальность обнаружения цели типа фрегат с ЭПР 100 м² составляет около 24 км.
В отличие от «Отомата» или «Гарпуна», «Экзосет» не имеет возможности атаковать цель из пикирования и всегда ударяет в борт на уровне ватерлинии. Боевая часть массой в 165 кг считается рядом специалистов слишком лёгкой по современным меркам, и поражающий эффект ракеты рассматривается как недостаточный для уничтожения современных боевых кораблей.

## Модификации
«Экзосет» была создана в нескольких конструктивно отличающихся вариантах:
- ММ-38 для вооружения надводных кораблей (1975 год). Радиус действия — до 42 км.
- АМ-38 для вооружения вертолётов. Не принята на вооружение.
- SМ-39 для подводных лодок. Запускается из стартовой капсулы, заряжаемой в торпедный аппарат.
- АМ-39 для самолётов и вертолётов (1979 г.). Радиус действия — до 70 км.
- ММ-40 для береговой обороны и надводных кораблей. Единственная версия ракеты с турбореактивным двигателем. Имеет увеличенную дальность пуска (на модификации block III до 180 км). Принята на вооружение в 2008 году.

## Тактико-технические характеристики
| ТТХ                        | ММ.38                                                         | АМ.39                                                         | SМ.39                                                         | MМ.40                                                         | MМ.40 blok 3                                                  |
| -------------------------- | ------------------------------------------------------------- | ------------------------------------------------------------- | ------------------------------------------------------------- | ------------------------------------------------------------- | ------------------------------------------------------------- |
| Год принятия на вооружение | 1975                                                          | 1979                                                          | 1985                                                          | 1981                                                          | 2007                                                          |
| Длина, м                   | 5,21                                                          | 4,69                                                          | 4,69                                                          | 5,8                                                           | <6                                                            |
| Диаметр, м                 | 0,348                                                         | 0,348                                                         | 0,348                                                         | 0,348                                                         | 0,348                                                         |
| Размах крыла, м            | 1,0                                                           | 1,1                                                           | 1,35                                                          | 1,35                                                          | 1,35                                                          |
| Масса ракеты, кг           | 735                                                           | 655                                                           | 666                                                           | 870                                                           | 780                                                           |
| Дальность стрельбы, км     | 40                                                            | 50 (пуск у земли) 70 (Н=10км)                                 | 50                                                            | 70                                                            | 180                                                           |
| Двигатель                  | РДТТ                                                          | РДТТ                                                          | РДТТ                                                          | РДТТ                                                          | ТРД                                                           |
| Скорость, число М          | 0,93                                                          | 0,93                                                          | 0,93                                                          | 0,93                                                          | 0,93                                                          |
| Масса боевой части         | 165 кг, снаряжение — 50 кг гексолита (60 % гексоген+40 % ТНТ) | 165 кг, снаряжение — 50 кг гексолита (60 % гексоген+40 % ТНТ) | 165 кг, снаряжение — 50 кг гексолита (60 % гексоген+40 % ТНТ) | 165 кг, снаряжение — 50 кг гексолита (60 % гексоген+40 % ТНТ) | 165 кг, снаряжение — 50 кг гексолита (60 % гексоген+40 % ТНТ) |
| Тип боевой части           | полубронебойная                                               | полубронебойная                                               | полубронебойная                                               | полубронебойная                                               | полубронебойная                                               |
| Взрыватель                 | ударного действия с задержкой подрыва или неконтактный        | ударного действия с задержкой подрыва или неконтактный        | ударного действия с задержкой подрыва или неконтактный        | ударного действия с задержкой подрыва или неконтактный        | ударного действия с задержкой подрыва или неконтактный        |
| Система управления         | ИНС+АРГСН                                                     | ИНС+АРГСН                                                     | ИНС+АРГСН                                                     | ИНС+АРГСН                                                     | ИНС+АРГСН                                                     |

## Боевое применение

### Фолклендская война
Дебют «Экзосет», принёсший ей широкую известность на рынках вооружений, состоялся во время Фолклендской войны. Небольшая партия этих ракет была закуплена Аргентиной незадолго до конфликта и успешно применена в ходе кампании. Основными аргентинскими носителями ракет были сверхзвуковые штурмовики французской постройки «Супе́р-Этанда́р».
4 мая 1982 года ракетой «Экзосет» с аргентинского штурмовика был потоплен британский эсминец УРО «Шеффилд» типа 42. Ракета, попавшая в корпус корабля, не взорвалась, но вызвала пожар, который легко распространился по надстройке эсминца и привёл в итоге к гибели корабля. Этот инцидент стал первым случаем потопления военного корабля полностью современной постройки противокорабельной ракетой.
Затем последовали ещё несколько атак. 25 мая 1982 года двумя ракетами AM39, запущенными со штурмовиков, было потоплено вспомогательное судно снабжения «Атлантик конвейер» водоизмещением 15 000 тонн, перевозившее в тот момент вертолёты и контейнерного формата комплексы для аэродромного обслуживания «Харриеров». 12 июня 1982 года ракетой AM40, запущенной с береговой пусковой установки, был повреждён эскадренный миноносец «Гламорган» уже устаревшего типа «Каунти». Ракета ударила в корму, разрушив ангарную палубу, и спровоцировала взрыв горючего и боеприпасов на полностью снаряжённом вертолёте, стоявшем в ангаре. Вспыхнул сильный пожар, но в отличие от HMS «Sheffield», через четыре часа пожар удалось взять под контроль.
Великобритания очень внимательно следила за аргентинскими ракетами, считая их основной угрозой для своих военных кораблей. Противовоздушная оборона британцев продемонстрировала себя как совершенно неудовлетворительная: хотя британские моряки были хорошо знакомы с ракетами «Экзосет» (которые устанавливались на ряде британских кораблей), тем не менее, выяснилось, что британские зенитные ракетные комплексы не соответствуют требованиям борьбы с низколетящими крылатыми ракетами, а малокалиберной автоматической зенитной артиллерии на кораблях не было. Британская разведка приложила значительные усилия к тому, чтобы аргентинцы не смогли получить новые ракеты, срывая и перекупая контракты.

### Другие конфликты
Всего в ходе Ирано-Иракской войны, с октября 1981 по июнь 1988 года, иракская авиация совершила с помощью «Экзосет» более 400 атак на корабли, было выпущено около 600 ракет, 250 из которых попали в цели, что привели к потере 115 судов (менее 1 % судов в северной части Персидского залива).
В 1987 году две ракеты «Экзосет», выпущенные с иракского самолёта «Мираж» F-1, поразили американский фрегат «Старк» в Персидском заливе, выведя его из строя, при этом погибли 37 человек экипажа.

## На вооружении
- Аргентина (ВМФ: MM38, MM40 and AM39)
- Бельгия
- Бразилия (ВМФ: MM38, MM40 Block 2/2 and AM39)
- Чили
- Колумбия
- Кипр (MM40)
- Эквадор (MM40)
- Египет
- Франция
- Германия (будет заменена на RBS-15)
- Греция (MM38 , MM40 , AM39)
- Индонезия (MM38 , MM40 Block 2)
- Иран
- Ирак
- Кувейт
- Ливия
- Малайзия (ВМФ: MM38, MM40 Block 2)
- Марокко
- Оман
- Пакистан
- Перу (ВМФ: AM39, MM38)
- Катар
- ЮАР
- США: опытная эксплуатация партии ракет изготовленных по лицензии компанией Boeing в рамках конкурса на перевооружение надводных кораблей и других ракетоносных сил флота новыми ПКР (в итоге уступила соревнование ракете Harpoon, главным образом по соображениям стоимости и логистики, а также в силу того обстоятельства, что Exocet не сопрягалась с американскими корабельными СУВ, требовала для себя особой пусковой установки и не подходила под уже имеющиеся)[10]
- Таиланд
- Турция (MM38)
- ОАЭ
- Уругвай
- Венесуэла
- Республика Корея (ВМФ)